# Мелеуз
Мелеуз (рус. Мелеуз) град је у Русији у републици Башкортостану. Према попису становништва из 2010. у граду је живело 61.408 становника.

## Становништво
Према прелиминарним подацима са пописа, у граду је 2010. живело 61.408 становника, 1.541 (2,45%) мање него 2002.
| 1939. | 1959.  | 1970.  | 1979.  | 1989.  | 2002.  | 2010.  |
| ----- | ------ | ------ | ------ | ------ | ------ | ------ |
| 9.057 | 17.772 | 24.851 | 38.409 | 53.448 | 62.949 | 61.390 |